# Twierdzenie Cayleya
Twierdzenie Cayleya – twierdzenie mówiące, że dowolna abstrakcyjna, aksjomatycznie zdefiniowana grupa jest izomorficzna z pewną grupą przekształceń pewnego zbioru; innymi słowy, jest izomorficzna z  podgrupą grupy permutacji tego zbioru. Twierdzenie to pozwala przełożyć wszystkie wyniki dotyczące podgrup grup symetrycznych na grupy abstrakcyjne. Dowód tego jest dziś łatwy, ale historycznie uświadomienie sobie tego w XIX wieku było znaczącym krokiem, wymagało zmiany myślenia o algebrze. Istotnego kroku dokonał Arthur Cayley.

## Twierdzenie
Każda grupa zanurza się izomorficznie w grupie symetrycznej pewnego zbioru. W szczególności, każda grupa skończona rzędu {\displaystyle n} zanurza się izomorficznie w grupie symetrycznej {\displaystyle S_{n}}.

## Dowód
Wykażemy, że każda grupa {\displaystyle G} jest izomorficzna z pewną podgrupą grupy permutacji {\displaystyle S(\mathbb {G} )} zbioru {\displaystyle G.}
Niech {\displaystyle a} będzie dowolnym elementem grupy {\displaystyle \mathbb {G} } i niech {\displaystyle \xi _{a}\colon \mathbb {G} \to \mathbb {G} ,} będzie odwzorowaniem takim, że: {\displaystyle \xi _{a}(x)=ax,} gdzie {\displaystyle x\in \mathbb {G} .}
Odwzorowanie {\displaystyle \xi _{a}} jest przekształceniem różnowartościowym, bowiem {\displaystyle \xi _{a}(x)=\xi _{a}(y)\Rightarrow ax=ay\Rightarrow x=y.} Ponadto dla dowolnego {\displaystyle z\in \mathbb {G} } istnieje element {\displaystyle x\in \mathbb {G} } taki, że {\displaystyle \xi _{a}(x)=z.} Takim elementem jest {\displaystyle x:=a^{-1}z.} Czyli {\displaystyle \xi _{a}} jest przekształceniem grupy {\displaystyle \mathbb {G} } na siebie, tzn. {\displaystyle \xi _{a}\in S(\mathbb {G} ).}
Zauważmy jeszcze, że dla {\displaystyle \xi _{a},\xi _{b}} zachodzi {\displaystyle (\xi _{a}\xi _{b})(x)=\xi _{a}(\xi _{b}(x))=\xi _{a}(bx)=a(bx)=(ab)x=\xi _{ab}(x)} dla dowolnego {\displaystyle x\in \mathbb {G} .}
Stąd {\displaystyle \xi _{a}\xi _{b}=\xi _{ab}} i zbiór odwzorowań {\displaystyle \{\xi _{a}:\ a\in G\}} jest grupą, w której {\displaystyle \xi _{e}} jest elementem neutralnym oraz {\displaystyle (\xi _{a})^{-1}=\xi _{a^{-1}}.}
Określmy teraz odwzorowanie {\displaystyle f\colon \mathbb {G} \to S(\mathbb {G} )} w następujący sposób:
{\displaystyle f(a)=\xi _{a},} dla {\displaystyle a\in \mathbb {G} .}
Jest ono iniektywne, bowiem {\displaystyle f(a)=f(b)\Rightarrow \xi _{a}=\xi _{b}\Rightarrow \forall _{x\in \mathbb {G} }(ax=bx)\Rightarrow a=b,} a z udowodnionej wcześniej własności wynika, że {\displaystyle f} jest homomorfizmem, bo {\displaystyle f(ab)=\xi _{ab}=\xi _{a}\xi _{b}=f(a)f(b).}
Stąd {\displaystyle f\colon \mathbb {G} \to S(\mathbb {G} )} jest zanurzeniem izomorficznym grupy {\displaystyle \mathbb {G} } w grupę {\displaystyle S(\mathbb {G} ).}
q.e.d.
Zdefiniowany w dowodzie izomorfizm {\displaystyle f} nazywa się niekiedy reprezentacją regularną {\displaystyle G.} Powyższe rozumowanie jest dowodem na to, iż działanie {\displaystyle \xi } grupy {\displaystyle G} na sobie przez mnożenie z lewej strony jest wierne.

## Historia
Burnside przypisuje to twierdzenie Jordanowi, jednak Eric Nummela uważa, że nazwa twierdzenie Cayleya jest właściwsza.
Dziś sens twierdzenia wydaje się oczywisty, jednak to dopiero Cayleyowi udało się zunifikować dwa różne – jak wówczas uważano – pojęcia, tzn. pojęcie grupy i pojęcie grupy permutacji. I mimo że sam Cayley w swojej pracy nie wykazał homomorfizmu, jego zasługi w upowszechnieniu tych pojęć na 16 lat przed Jordanem są niepodważalne.